# Гето
Гетото е място, където група хора от дадена расова или етническа група живеят насилствено или доброволно, по социални, правни, икономически или каквито и да е други причини.

## Произход на думата
Думата гето произлиза от Венецианското гето Gettore където в близост до една леярна (ghèto, от getto = леене, отливане), чрез декрет от 29 март 1516 година във Венецианската република са били заставени да живеят евреите. Днешното значение на думата гето се отнася за всякаква бедна и престъпна градска част.

## Проблеми на гетата
В някои от тези места безработицата и бедността са много високи. Голяма част от тях са „рискови“ зони с висок процент на престъпност. Доста често ниското ниво на образование на голяма част от жителите на гетата не позволява тяхната интеграция в обществото, расовата дискриминация оказвана срещу тях има също голямо значение. По този начин много от младите се присъединяват към организирани локални банди, които им дават възможност да печелят пари, занимавайки се с всевъзможни престъпления. Голяма част от гетата са с висока концентрация на престъпления, като убийства, грабежи, наркотрафик, рекет, проституция и др.

## В България
В България понятието се отнася най-вече за ромските квартали като например „Факултета“ и „Христо Ботев“ в София, „Лозенец“ в Стара Загора, „Столипиново“ в Пловдив, „Максуда“ във Варна, „Надежда“ в Сливен, „Селеметя“ в Русе, „Кошарник“ в Монтана.

## В САЩ
В САЩ, исторически гета са наричани квартали с компактно имигрантско население от дадена етническа или национална група. Някои от тези квартали са придобили различен облик в наши дни и някои от тях нямат толкова представители на тази етническа група или са се подобрили икономически. Например „Китайският квартал“ в Сан Франциско в наши дни е популярна туристическа атракция с много заведения и магазини все още населяван от компактно китайско етническо население. Доста съвременни гета в градски райони в САЩ се населяват от афроамериканци например „Хънтърс Пойнт“ в Сан Франциско, кв. „Либърти“ в Питсбърг или части от кв. „Харлем“ Бруклин, Бронкс в Ню Йорк, както и Комптън (Калифорния).